# Oroux

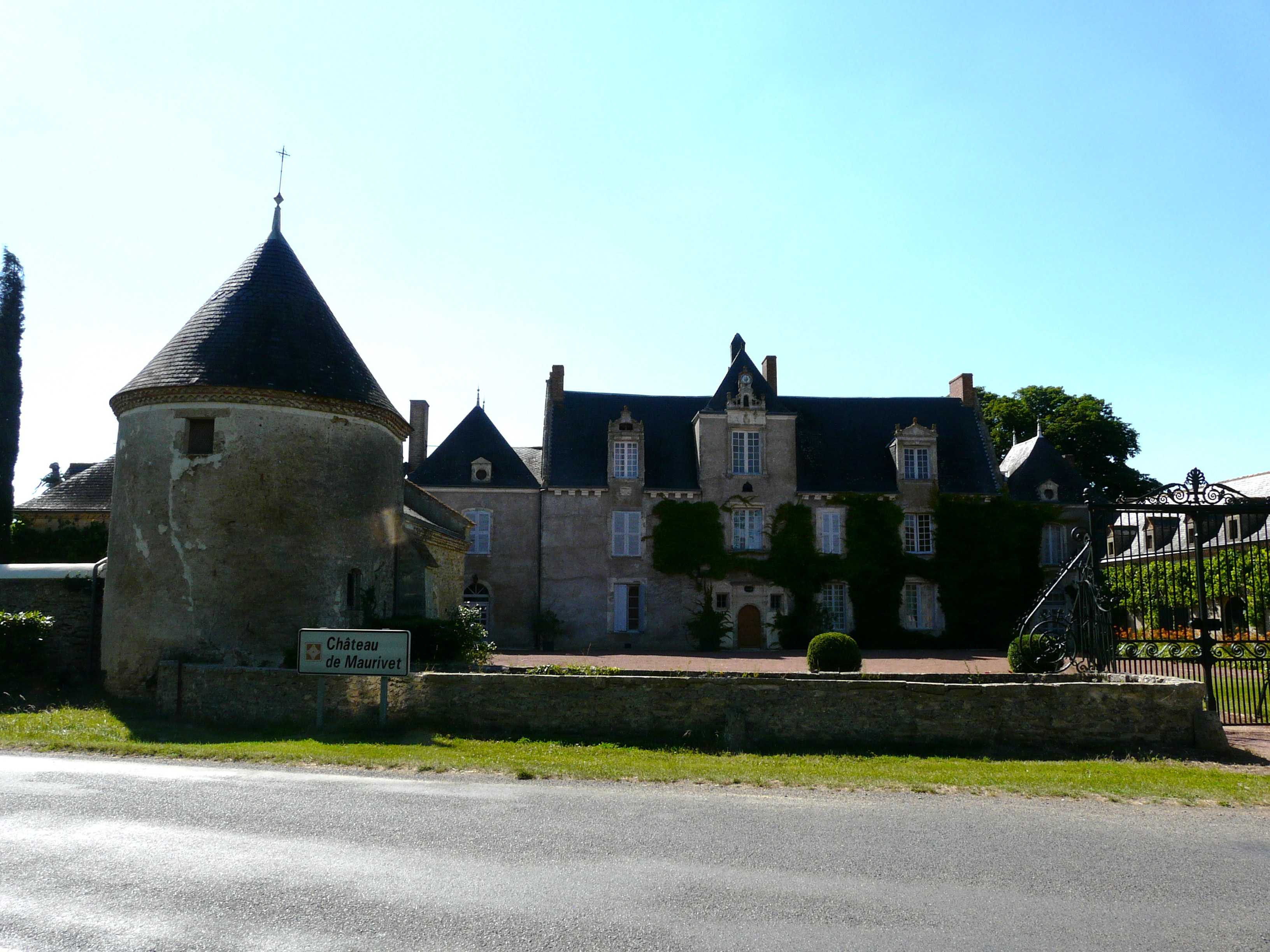
Kasteel

Oroux is een gemeente in het Franse departement Deux-Sèvres (regio Nouvelle-Aquitaine) en telt 103 inwoners (2009). De plaats maakt deel uit van het arrondissement Parthenay.

## Geografie
De oppervlakte van Oroux bedraagt 6,6 km², de bevolkingsdichtheid is dus 15,6 inwoners per km².
De onderstaande kaart toont de ligging van Oroux met de belangrijkste infrastructuur en aangrenzende gemeenten.

## Demografie
Onderstaande figuur toont het verloop van het inwonertal (bron: INSEE-tellingen).